# Hans Ledwinka

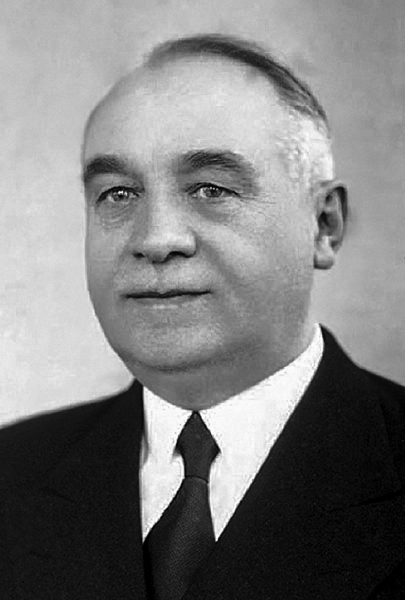
Hans Ledwinka

Hans Ledwinka (Klosterneuburg, 14 februari 1878 – München, 14 februari 1967) was een Oostenrijks auto-ontwerper. Zijn zoon Erich Ledwinka werd eveneens auto-ontwerper.
Ledwinka werd geboren in Klosterneuburg. Hij studeerde aan de Technischen Fachschule für Maschinenbau in Wenen. Vanaf 1897 werkte hij voor de Nesseldorfer Wagenbau Fabriks Gesellschaft in Nesseldorf (Tegenwoordig Kopřivnice in Tsjechië). Hij verbeterde de transmissie van het eerste model van Nesseldorfer, en ontwierp de raceauto Rennzweier en de modellen Type S, Type T en Type U. In 1917 ging hij na een verschil van mening met de nieuwe directie van Nesseldorfer voor Steyr werken. In 1921 keerde hij naar zijn vorige werkgever terug, die inmiddels auto's produceerde onder het merk Tatra (naar het Tatragebergte). Ledwinka hoort tot de Oostenrijkse school van auto-ontwerpers

## Onafhankelijke wielophanging
Van 1921 tot 1945 was hij hoofdconstructeur bij Tatra. Ledwinka bedacht een chassis met een centrale buis waar de aandrijfas doorheen liep (backbone chassis), onafhankelijke wielophanging, en achterin geplaatste motor met luchtkoeling (pancake engine). Tatra besteedde in de jaren dertig al veel aandacht aan stroomlijn, waarbij werd voortgebouwd op de ideeën van de Hongaarse ontwerper Paul Jaray, in een tijd dat het grote publiek nog gewend was aan rechthoekige -, meer koetsachtige auto's met starre assen.

## Volkswagen Kever
Ledwinka besprak zijn ideeën met Ferdinand Porsche. De overeenkomsten tussen zijn ontwerpen voor Tatra en de KdF-Wagen van Porsche, die na de oorlog bekend zou worden onder de naam Volkswagen Kever, zijn dan ook groot. De Kever lijkt sprekend op het prototype Tatra V570 uit 1931, een tweedeurs auto voor vier personen met achterin geplaatste luchtgekoelde tweecilinder boxermotor. De productie van de door Ledwinka samen met zijn zoon Erich Ledwinka ontworpen Tatra 97 uit 1937 werd zelfs na 508 exemplaren door de nazi's stopgezet, naar verluidt omdat de overeenkomst van de KdF-Wagen met dit model te duidelijk zichtbaar was. Na de oorlog kregen de nazaten van de directie van de Nesseldorfer fabriek ook compensatie van Volkswagen. (Maar Ledwinka niet.)

## Tatraplan
Aan het eind van de Tweede Wereldoorlog werd Ledwinka krijgsgevangen gemaakt en gevangengezet op beschuldiging van collaboratie. Tijdens zijn gevangenschap in de Nový Jičín-gevangenis kwamen de Tatra-ontwerpers František Chalupa en Vladimír Popelář hem in mei 1947 opzoeken omdat ze bij het ontwerpen van een nieuwe Tatra tegen problemen waren opgelopen waar ze niet uitkwamen. Ledwinka gaf wat adviezen en deze Tatraplan zou in de jaren vijftig een groot succes worden. Ledwinka bleek niet schuldig aan collaboratie. In 1954 keerde hij uit gevangenschap terug. Hij vestigde zich in München en werkte daar vanaf 1955 voor een machinefabriek.
Ledwinka overleed te München, op zijn 89ste verjaardag.